# 姬蒂·温
姬蒂·温（英語：Kitty Winn，1944年2月21日—），女，美国演员。曾获得1971年戛纳电影节最佳女演员奖。